# Nikhil Dutta
Nikhil Dutta (* 13. Oktober 1994 in Kuwait City, Kuwait) ist ein kanadischer Cricketspieler, der seit 2013 für die kanadische Nationalmannschaft spielt.

## Kindheit und Ausbildung
Geboren in Kuwait als Sohn von indischen Eltern, zog er mit diesen als Kind erst nach Kenia, bevor sie sich in Kanada niederließen. Sein Vater war Cricket-Begeistert und führte ihn so mit neun Jahren zum Sport. In Kanada durchlief er dann die Jugend-Altersklassenmannschaften ebenso wie denen von der ICC America.

## Aktive Karriere
Dutta bestritt sein ODI-Debüt für Kanada im Rahmen der ICC World Cricket League Championship im März 2013 gegen Kenia.  Sein Twenty20-Debüt absolvierte er im August 2019 in der Amerika-Qualifikation für den Twenty20 World Cup gegen die Cayman Islands. Für die Caribbean Premier League 2015 erhielt er einen Vertrag bei den St Kitts and Nevis Patriots. Im März 2023 erzielte er beim ICC Cricket World Cup Qualifier Play-off 2023 gegen Jersey ein Fifty über 56 Runs. In der Amerika-Qualifikation für den Twenty20 World Cup erreichte er im November 2023 gegen die Cayman Islands erst vier (4/12) und dann drei (3/0) Wickets Daraufhin wurde er für den Kader für den ICC Men’s T20 World Cup 2024 nominiert.